# Illice pygmaea
Illice pygmaea är en fjärilsart som beskrevs av William Schaus 1905. Illice pygmaea ingår i släktet Illice och familjen björnspinnare. Inga underarter finns listade i Catalogue of Life.